# Lycée Marie-Laurencin de Mennecy
Le lycée polyvalent Marie-Laurencin est un établissement français d'enseignement secondaire situé à Mennecy, dans le sud du département de l'Essonne. C'est l'unique lycée de la ville, il rassemble les élèves de différentes communes. Il comprend les sections générale, technologique (série STMG) et professionnelle (du secteur tertiaire).

## Géographie

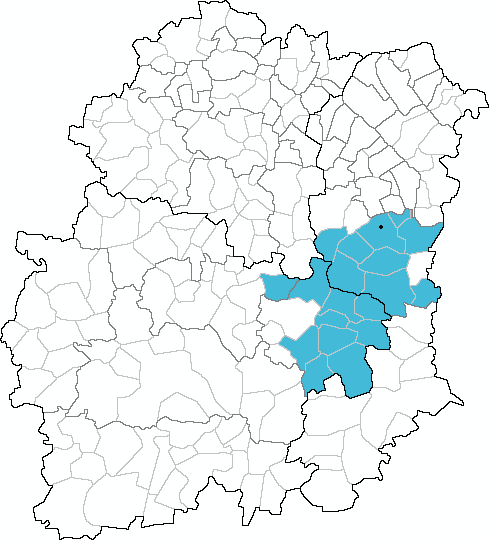
Aire de polarisation principale du lycée dans l'Essonne (données INSEE 1998).

L'inventaire communal 1998 de l'INSEE chiffre le pouvoir attractif du lycée, mesuré par le rapport entre la somme des populations des communes attirées et celle de Mennecy, à plus de 300 % ; tandis que son rayon d'attraction, soit la moyenne des distances parcourues pour le rejoindre, approche des 10 kilomètres.
L'aire de polarisation principale de l'établissement, établie à partir de la même enquête, couvre la quasi-totalité du canton de Mennecy ainsi que de celui de La Ferté-Alais ; soit près de vingt communes.

## Histoire
Le lycée ouvre en septembre 1991 avec une première génération d'élèves. Un vote au Conseil d'administration choisit le nom de Marie Laurencin en 1992. 
Cet établissement porte le nom du peintre, dessinateur, graveur et poète français, Marie Laurencin (1883-1956).

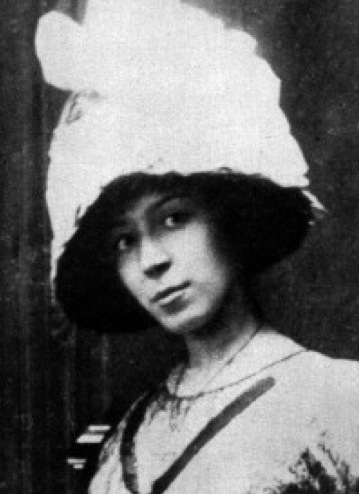
Marie Laurencin vers 1912.

## Enseignement
Le lycée accueille environ 1300 élèves avec une équipe éducative de 132 personnes, dont 111 enseignants. De 1991 à 2003, la proviseure était Marie-Françoise Leyniat. Puis, de 2003 à 2009 le proviseur fut Jean-Paul Laval. De 2010 a aout 2019 le proviseur fut Alain Moreau.
De la rentrée 2019 à décembre 2022 la proviseure etait Marie Hélène Bacon.
Depuis janvier 2023 la proviseure est Patricia Hummel.
À l'issue des classes de seconde générale et technologique (436 élèves en 2009), les possibilités d'orientation offertes, pour les années de première (301 élèves en 2009) et de terminale (338 élèves en 2009), couvrent la série générale et la série technologique STMG.
L'enseignement professionnel secondaire dispensé dans l'établissement conduit jusqu'au niveau du baccalauréat professionnel dans une des filières du tertiaire (180 élèves en 2009) : Assistance à la gestion des organisations et de leurs activités (AGOrA)
```
. Jusqu'à 
juin 2010
 il était également possible de préparer les 
BEPs
 correspondants (30 élèves en 2009)
[
3
]
.
```

Les langues vivantes enseignées sont, en première ou deuxième langue l'anglais, en première, deuxième ou troisième langue l'allemand, uniquement en deuxième langue l'espagnol. Une section européenne en anglais pour les filières générales a été ouverte en 2011, et une section européenne en espagnol depuis la rentrée 2020.

### Classement du lycée
L'académie de Versailles donne les taux de réussite des élèves du lycée aux différents examens auxquels il prépare.
En 2015, le lycée se classe  38e sur 42 au niveau départemental quant à la qualité d'enseignement, et 2117e au niveau national. Le classement s'établit sur trois critères : le taux de réussite au bac, la proportion d'élèves de première qui obtient le baccalauréat en ayant fait les deux dernières années de leur scolarité dans l'établissement, et la valeur ajoutée (calculée à partir de l'origine sociale des élèves, de leur âge et de leurs résultats au diplôme national du brevet).
| Année             | 2007   | 2008   | 2009   |
| ----------------- | ------ | ------ | ------ |
| BEP Services      | 87,2 % | 76,2 % | 82,4 % |
| Bac Pro Services  | 85,5 % | 93,1 % | 68,6 % |
| Bac général       | 88,5 % | 84,1 % | 83,8 % |
| Bac technologique | 87,3 % | 91,3 % | 84,5 % |

Concernant plus spécialement le baccalauréat, le ministère de l'Éducation nationale publie trois indicateurs établis à partir des résultats des élèves à l'examen et du déroulement de leur scolarité : le taux de réussite au baccalauréat ; le taux d'accès au baccalauréat, soit la probabilité, calculée sur la base des parcours scolaires constatés, qu'un élève de seconde ou de première a d'obtenir le baccalauréat dans le même établissement ; la proportion de bacheliers parmi les sortants, c'est-à-dire parmi les élèves qui quittent définitivement l'établissement, quelles qu'en soient les raisons. Pour les deux premiers indicateurs est aussi calculé un « taux attendu », qui cherche à approcher ce que serait un résultat moyen, au niveau de l'académie ou à celui du pays, pour une population scolaire de même profil. Le troisième indicateur est directement comparé aux valeurs atteintes à ces deux niveaux.
Pour le lycée Marie-Laurencin sont repris ci-dessous les taux bruts de l'année, les écarts avec les données de référence et notamment les « valeurs ajoutées » par rapport aux taux attendus, ainsi que l'évolution par rapport à l'année précédente.
| Série ou secteur                   |  | L   | ES | S  |  | STG |  | Total Bac GT |  | Bac pro Services |
| ---------------------------------- |  | --- | -- | -- |  | --- |  | ------------ |  | ---------------- |
| Taux constaté en 2009 (%)          |  | 66  | 85 | 87 |  | 85  |  | 84 %         |  | 69 %             |
| Valeur ajoutée (réf. académie)     |  | -22 | -6 | -9 |  | -4  |  | -8           |  | -21              |
| Valeur ajoutée (réf. France)       |  | -23 | -8 | -7 |  | -2  |  | -7           |  | -24              |
| Évolution annuelle de 2008 à 2009, |  | -21 | +3 | +3 |  | -6  |  | -2           |  | -24              |

| Niveau                             |  | 2e - Bac GT | 1re - Bac GT |  | 1re - Bac Pro |
| ---------------------------------- |  | ----------- | ------------ |  | ------------- |
| Taux constaté en 2009 (%)          |  | 76          | 89           |  | 62            |
| Valeur ajoutée (réf. académie)     |  | +1          | +1           |  | +15           |
| Valeur ajoutée (réf. France)       |  | +2          | +2           |  | +15           |
| Évolution annuelle de 2008 à 2009, |  | 0           | +1           |  | +24           |

| Classe                             |  | 2e, 1re et Terminale GT | Terminale GT |  | 1re et Terminale Pro | Terminale Pro |
| ---------------------------------- |  | ----------------------- | ------------ |  | -------------------- | ------------- |
| Proportion constatée en 2009 (%)   |  | 81                      | 93           |  | 66                   | 71            |
| Écart (réf. académie)              |  | +8                      | +2           |  | -9                   | -16           |
| Écart (réf. France)                |  | +6                      | +1           |  | -9                   | -18           |
| Évolution annuelle de 2008 à 2009, |  | +2                      | +1           |  | -23                  | -24           |

## Pour approfondir

## Sources
1. ↑  INSEE, Inventaire communal 1998, résultat pour Mennecy : « Enseignement, santé, sports et loisirs » sur http://www.insee.fr. Consulté le 26/02/2011.
2. ↑  IAU Île-de-France, Bassins de vie et déplacements, juillet 2008, p. 71 : « L’aire de polarisation principale d’un lycée général ou polyvalent en 1998 », en ligne sur http://www.iau-idf.fr.
3. 1 2 3  « Fiche de présentation » du lycée sur http://www.ac-versailles.fr, 2009.
4. ↑  « Classement département et national du lycée », sur L'Express, 1er avril 2015 (consulté le 19 mai 2015).
5. ↑  « Méthodologie du classement 2015 des lycées français », sur L'Express, 1er avril 2015 (consulté le 19 mai 2015).
6. 1 2  Ministère de l'Éducation nationale, Direction de l'évaluation, de la prospective et de la performance, Trois critères d'évaluation des lycées, Centre de documentation de la DEPP, mars 2009, [PDF] en ligne sur http://indicateurs.education.gouv.fr.
7. 1 2 3  Données 2009 « GT » dans Indicateurs de résultats des lycées : lycée Marie-Laurencin (général et techno.) sur http://www.education.gouv.fr. Consulté le 26 février 2011.
8. 1 2 3  Données 2009 « pro » dans Indicateurs de résultats des lycées : lycée Marie-Laurencin (professionnel) sur http://www.education.gouv.fr. Consulté le 26 février 2011.
9. 1 2 3  Données historiques « GT » pour « Mennecy (Essonne) : lycée Marie-Laurencin » (GT) dans le palmarès 2010 de http://www.lexpress.fr.
10. 1 2 3  Données historiques « pro » pour « Mennecy (Essonne) : lycée Marie-Laurencin » (pro) dans le palmarès 2010 de http://www.lexpress.fr.